# 柏木町停留場
柏木町停留場（かしわぎちょうていりゅうじょう）は、北海道函館市柏木町にある函館市企業局交通部（函館市電）の停留場である。駅番号はDY07。

## 歴史
- 1913年（大正2年）6月29日 - 柏野停留場として開業。
- 時期不明 - 柏木町停留場と改称、第二車庫前の副名称が付与される。
- 1951年（昭和26年）7月11日 - 副名称廃止。

## 構造
- 2面2線の相対式ホームを持つ。車庫が設置されていたことや区間運転便の発着があったことの名残でホームが往線・復線共に長い。
- ホームに渡り線が架かっていたことから電車が接触しないように往線ホームの深堀町側先端の一部が欠けているが、車庫の撤去後もそのまま残っている。
- 往線ホームには時計が設置されている。時計の支柱に取り付けられている銘板より、2002年（平成14年）7月に寄贈された物である事が分かる。
- 湯の川側に区間運転便の発着等で使用していた折り返し線があったが、2000年に撤去された。

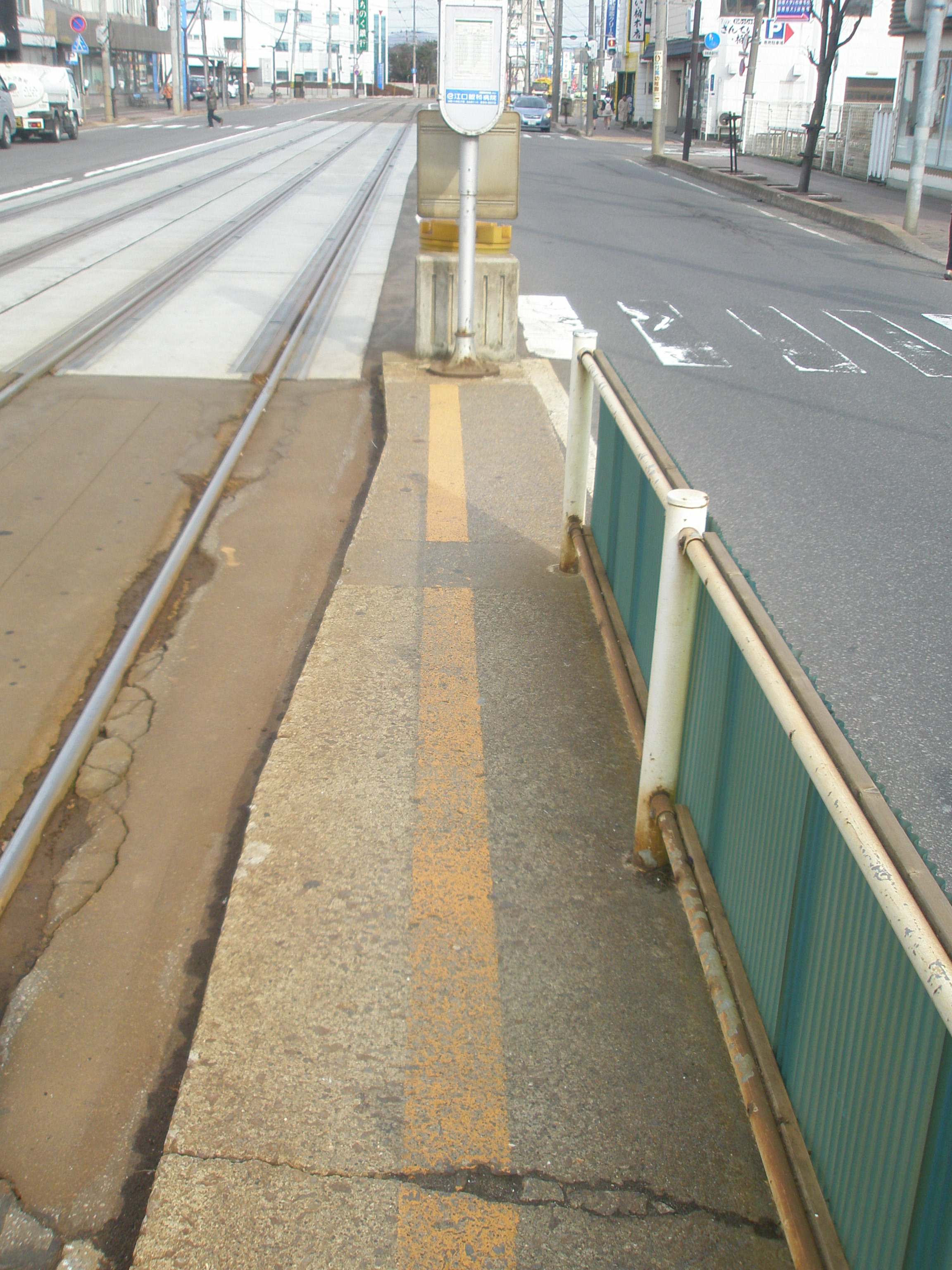
柏木町停留場・往線ホームの切欠き部分（2017年4月撮影）
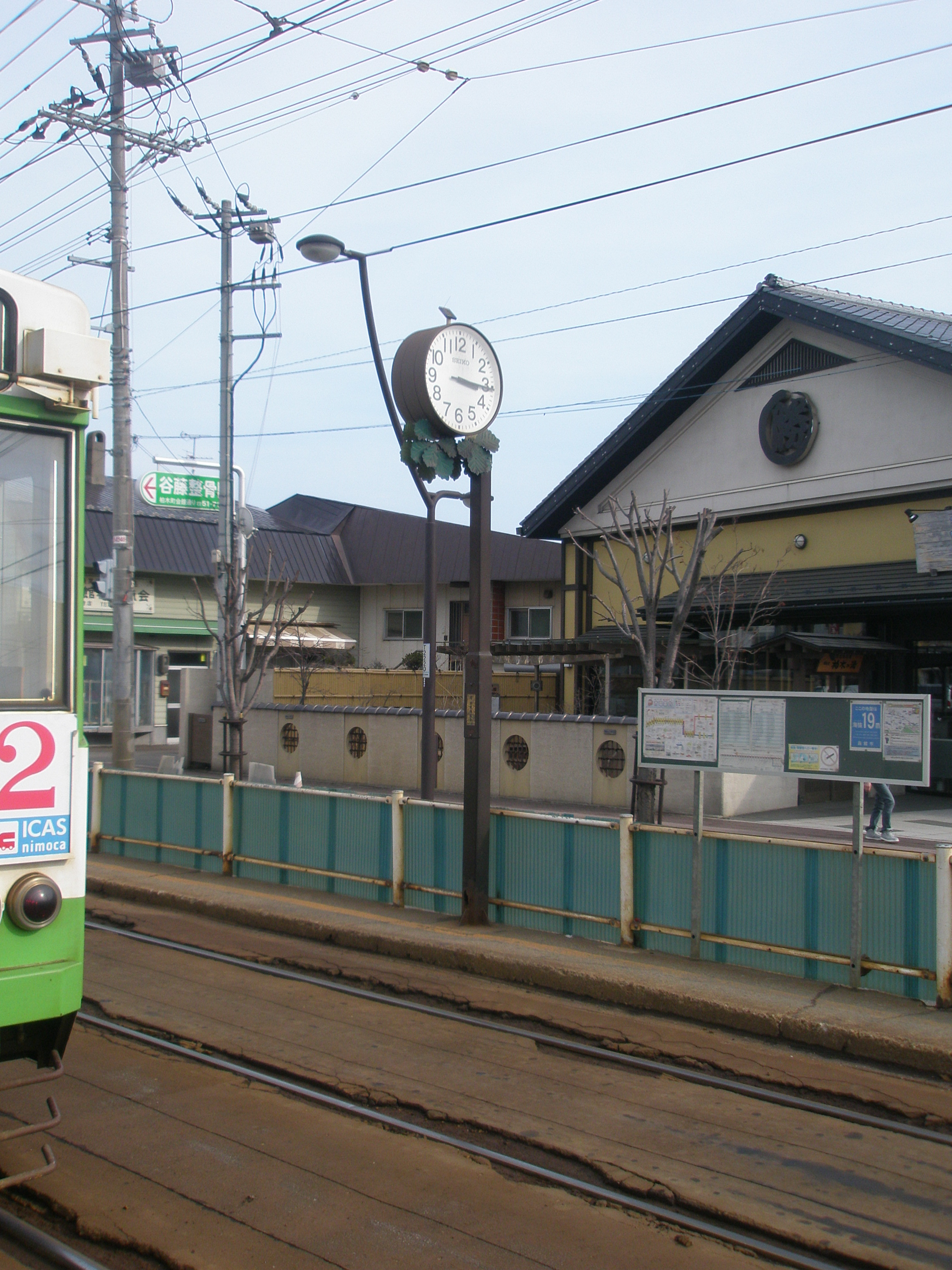
柏木町停留場に設置の時計（2017年4月撮影）
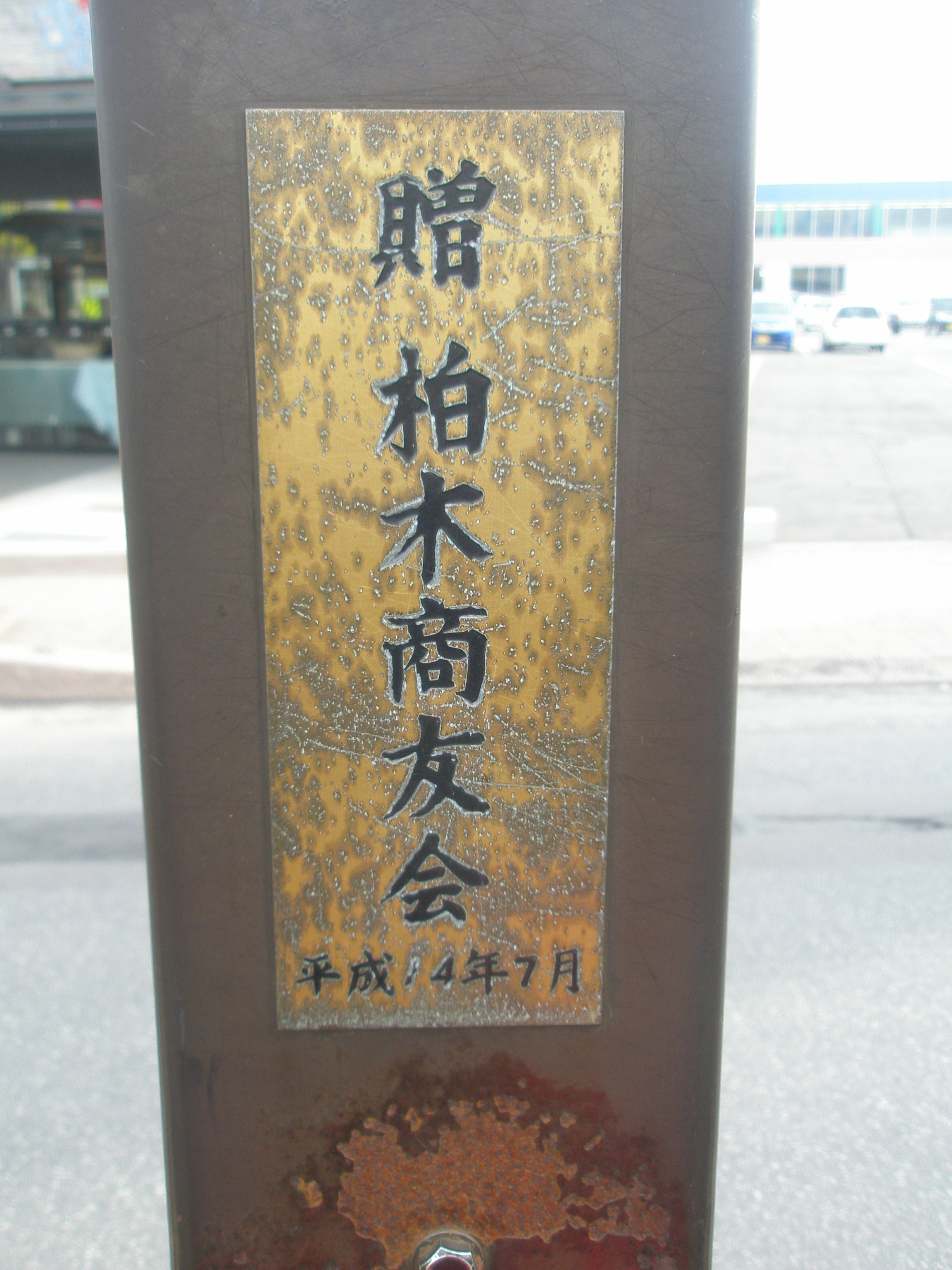
柏木町停留場に設置の時計に付けられた、寄贈者と寄贈年月が書かれた銘板（2017年4月撮影）

## 柏木車庫
1974年4月19日まで電停の南側（1981年あかしあホテル〈公立学校共済組合〉から1992年ホテルロイヤル柏木〈魚長食品〔後の函館まるかつグループ〕〉を経て2007年函館まるかつ水産柏木店〈函館まるかつグループ〉及びホリデイスポーツクラブ）に柏木車庫及び交通局の本庁舎があった。車庫廃止後も乗降客が多かったことから1980年頃まで渡り線は残され、2系統の区間運転便（柏木町 - 谷地頭）が運行されていた。

## 周辺
- 函館柏木郵便局
- 青森みちのく銀行柏木町支店・湯川支店
- 道南うみ街信用金庫函館支店
- 北海道労働金庫函館支店
- 北海道道83号函館南茅部線
- 市立函館高等学校
- 函館大学付属柏稜高等学校
- 北海道函館工業高等学校
- 函館大妻高等学校
- 函館医療保育専門学校
- 函館短大付設調理師専門学校
- サツドラ函館柏木店
- 桜ヶ丘通り
- 函館バス「柏木町」停留所[4]

## その他
トミーテックのキャラクターコンテンツ、鉄道むすめの柏木ゆの（車掌）の「柏木」は当停留場名より採られた。

## 隣の停留場
函館市企業局交通部
湯の川線
深堀町停留場 (DY06) - 柏木町停留場 (DY07) - 杉並町停留場 (DY08)